# Metallographeus ghanaensis
Metallographeus ghanaensis är en skalbaggsart som beskrevs av Stefan von Breuning 1978. Metallographeus ghanaensis ingår i släktet Metallographeus och familjen långhorningar.
Artens utbredningsområde är Ghana. Inga underarter finns listade i Catalogue of Life.